# Мероне
Мероне (итал. Merone) — коммуна в Италии, располагается в регионе Ломбардия, подчиняется административному центру Комо.
Население составляет 3597 человек, плотность населения составляет 1199 чел./км². Занимает площадь 3 км². Почтовый индекс — 22046. Телефонный код — 031.
Покровителями коммуны почитаются святые апостолы Филипп и Иаков, празднование 1 мая.

## Города-побратимы
- Нуайаре, Франция